# Роберт Колдевај
Јохан Густав Едвард Роберт Колдевај (Бланкенбург, 10. септембар 1855 — Берлин, 4. фебруар 1925) био је немачки архитекта и један од најзначакнијих немачких археолога затупник староазијске археологије и важи као оснивач савремене споменичке архитектуре и историјске архитектуре.

## Колдевај-друштво
Друштво Колдевај било је основано 1926. године у Бамбергу годину дана после његове смрти и бави се археолошким истрашивањем и постоји као удрушење за грађевинско- историјска истраживања до данас.

## Издаваштво
-{* Robert Koldewey: Die antiken Baureste der Insel Lesbos. Reimer, Berlin 1890.
- Robert Koldewey, Otto Puchstein: Die griechischen Tempel in Unteritalien und Sicilien. Asher, Berlin 1899, 1. Band Text, 2. Band Tafeln.
- Robert Koldewey: Die Tempel von Babylon und Borsippa: nach den Ausgrabungen durch die Deutsche Orient-Gesellschaft. Leipzig 1911 (Ausgrabungen der Deutschen Orient-Gesellschaft in Babylon. Band 1).
- Robert Koldewey: Das wieder erstehende Babylon. 4. erweiterte Auflage. Leipzig 1925; Neuauflage Beck, München, 1990.  978-3-406-31674-6.
- Carl Schuchhardt: Heitere und ernste Briefe aus einem deutschen Archäologenleben. Robert Koldewey. G. Grote, Berlin 1925.}-